# Neei
A Neei Okui Maszami hatodik nagylemeze, mely 2000. augusztus 23-án jelent meg a King Records kiadó jóvoltából.

## Érdekességek
- Ez az énekesnő első rockalbuma. Olyan nagy nevek zenélnek az albumán, mint például Steve Lukather, aki a Toto együttes gitárosa.
- Az album címe feltehetőleg a japán eien szóból ered, mely örökkévalóságot jelent.
- Bár nem ez lett a legtöbb példányban elkelt albuma, de az Oricon japán lemezeladási listán ez érte el a legmagasabb helyezést, a tizenegyedik helyen nyitott.

## Dalok listája
1. Just Do It (Neei Mix) 4:28
2. M.M. Family 5:53
3. Cutie 4:38
4. Turning Point (L.A. Version) 5:47
5. Sunrise, Sunset 5:40
6. Over the End 4:59
7. Monogatari 4:34
8. Chaos 5:46
9. Hoka ni nani ga... 4:55
10. Moon 4:50
11. Szore va tocuzen jatte kuru 4:13
12. Adzsistai 5:24
13. Eternal Promise (Ver. 091) 4:55
14. Only One No. 1 3:53

## Albumból készült kislemezek
- Szore va tocuzen jatte kuru (1999. november 26.)
- Only One No. 1 (1999. December 3.)
- Over the End (2000. április 26.)
- Turning Point (2000. július 21.)
- Cutie (2000. július 21.)
- Just Do It (2000. augusztus 16.)